# ماكسيميليان هاردن
ماكسيميليان هاردن (بالألمانية: Maximilian Harden)‏ هو كاتب وصحفي ألماني، ولد في 20 أكتوبر 1861 في برلين في ألمانيا، وتوفي في 30 أكتوبر 1927 في Montana, Switzerland ‏ في سويسرا.

## وصلات خارجية
- ماكسيميليان هاردن على موقع الموسوعة البريطانية (الإنجليزية)
- ماكسيميليان هاردن على موقع مونزينجر (الألمانية)